# 李世珍
李世珍，字筱楼，直隶天津县人。清朝政治人物。

## 生平
道光二十四年（1844年）甲辰恩科舉人，与李鸿章同年，私交甚笃。同治四年（1865年）乙丑科进士。官吏部主事。不久辞官返津经商，以盐业成巨富。为人乐善好施，创“备济社”，又兴办义塾，有“李善人”之称。
好收藏古书、文物，是晚清知名藏书家之一，建藏书楼“延古堂”。

## 家族
出身盐商家族。子李叔同，民國初年美术教育家、音乐家、书法家。